# Histoire philatélique et postale de la Savoie
Ceci est une introduction à l'histoire postale et philatélique  de la Savoie.
La Savoie a toujours été une zone géographique charnière entre la France et l'Italie. Son histoire postale est le reflet de cette double appartenance

## Le duché de Savoie
De 1416 à 1792, son histoire se confond avec celle du duché de Savoie.

## La Savoie française de 1792 à 1815
La Savoie a été occupée par la France peu après la Révolution française et sous l'Empire. Cette région a été organisée en départements (voir Liste des 130 départements de 1811. L'administration postale a donc mis en place des marques postales linéaires sur le même modèle que celui de la France.

### Le département du Mont-Blanc
Le département du Mont-Blanc fait partie du premier ensemble de départements organisés par la Convention en 1792, à la suite des premières victoires de la Révolution.
On lui a attribué le numéro 84.
Le tableau ci-dessous donne la liste des bureaux de direction. Les marques de type « P 84 P » étaient utilisées pour les envois en port payé. Les marques dites de déboursé correspondent à des problèmes d'acheminement. La plupart des marques ont donné lieu à plusieurs tampon de format différent (dimensions). Plusieurs couleurs d'encre ont également été employées. Pour les collectionneurs, les cotations sont naturellement très différentes entre ces diverses variétés.
| Bureau                  | Date            | Exemples de marques    | Commentaires                                | Cotation |
| ----------------------- | --------------- | ---------------------- | ------------------------------------------- | -------- |
| Chambéry                | 1793            | 84 / CHAMBERI          | largeur 41 mm et 35 mm                      | C et D   |
| Chambéry                | 1794            | P. 84. P / CHAMBERI    |                                             | D        |
| Chambéry                | 1794            | 84 CHAMBERY            | largeur 32 mm, 35 mm, 41 mm (noir et rouge) | C à E    |
| Chambéry                | 1794            | DEB.DE.CHAMBERY        |                                             | D        |
| Chambéry                |                 | P 84 P CHAMBÉRY        | noir et rouge                               | D et E   |
| Chambéry                | D 84 B CHAMBÉRY |                        |                                             |          |
| Aix-les-Bains           | 1794            | 84 AIX                 |                                             |          |
| Aix-les-Bains           | 1810            | 84 AIX MONT-BLANC      |                                             |          |
| Aiguebelle              | 1796            | 84 AIGUEBELLE          |                                             |          |
| Annecy                  |                 | 84 ANNECY              |                                             |          |
| Bonneville              |                 | 84 BONNEVILLE          |                                             |          |
| Carrouge                |                 | 84 CARROUGE            |                                             |          |
| Cluses                  |                 | 84 CLUSES              |                                             |          |
| Conflans                |                 | 84 CONFLANS            |                                             |          |
| Évian                   |                 | 84 EVIAN               |                                             |          |
| Frangy                  |                 | 84 FRANGY              |                                             |          |
| Lanslebourg             |                 | 84 LANS-LE-BOURG       |                                             |          |
| Modane                  |                 | 84 MODANE              |                                             |          |
| Montmélian              |                 | 84 MONTMELIAN          |                                             |          |
| Moûtiers                |                 | 84 MOUSTIERS           |                                             |          |
| La Roche                |                 | 84 LA ROCHE            |                                             |          |
| Rumilly                 |                 | 84 RUMILLY             |                                             |          |
| Sallanches              |                 | 84 SALANCHES           |                                             |          |
| Saint-Jean-de-Maurienne |                 | 84 St JEAN DE MORIENNE |                                             |          |
| Saint-Pierre-d'Albigny  |                 | 84 St PIERRE D'ALBIGNY |                                             |          |
| Termignon               |                 | 84 TERMIGNON           |                                             |          |
| Thonon                  |                 | 84 THONON              |                                             |          |

### Le département du Léman
Le département du Léman a été créé le 25 août 1798 (une partie du département du Mont-Blanc lui a été rattaché). Il a été rendu à la Suisse et au royaume de Sardaigne le 15 juin 1814.
Il portait le numéro 99.
| Ville              | Marque port du | Marque port payé | Marque déboursé | Date | remarques             | Localisation actuelle |
| ------------------ | -------------- | ---------------- | --------------- | ---- | --------------------- | --------------------- |
| Genève             | GENEVE         |                  |                 |      |                       | Suisse                |
|                    | 99 GENEVE      | P. 99.P GENEVE   |                 | 1798 | Les neuf sont penchés |                       |
|                    | 99 GENEVE      |                  |                 |      |                       |                       |
| Bonneville         |                |                  |                 | 1798 |                       | Haute-Savoie          |
| Cluses             |                |                  |                 | 1799 |                       | Haute-Savoie          |
| Collonges          | 99 COLONGE     |                  |                 |      |                       | Ain                   |
| Évian              |                |                  |                 |      |                       | Haute-Savoie          |
| Ferney-Voltaire    |                |                  |                 |      |                       | Ain                   |
| Frangy             |                |                  |                 |      |                       | Haute-Savoie          |
| Gex                |                |                  |                 |      |                       | Ain                   |
| La Roche-sur-Foron | 99 LA ROCHE    |                  |                 |      |                       | Haute-Savoie          |
| Sallanches         |                |                  |                 |      |                       | Haute-Savoie          |
| Thonon             |                |                  |                 |      |                       | Haute-Savoie          |

## Le royaume de Sardaigne

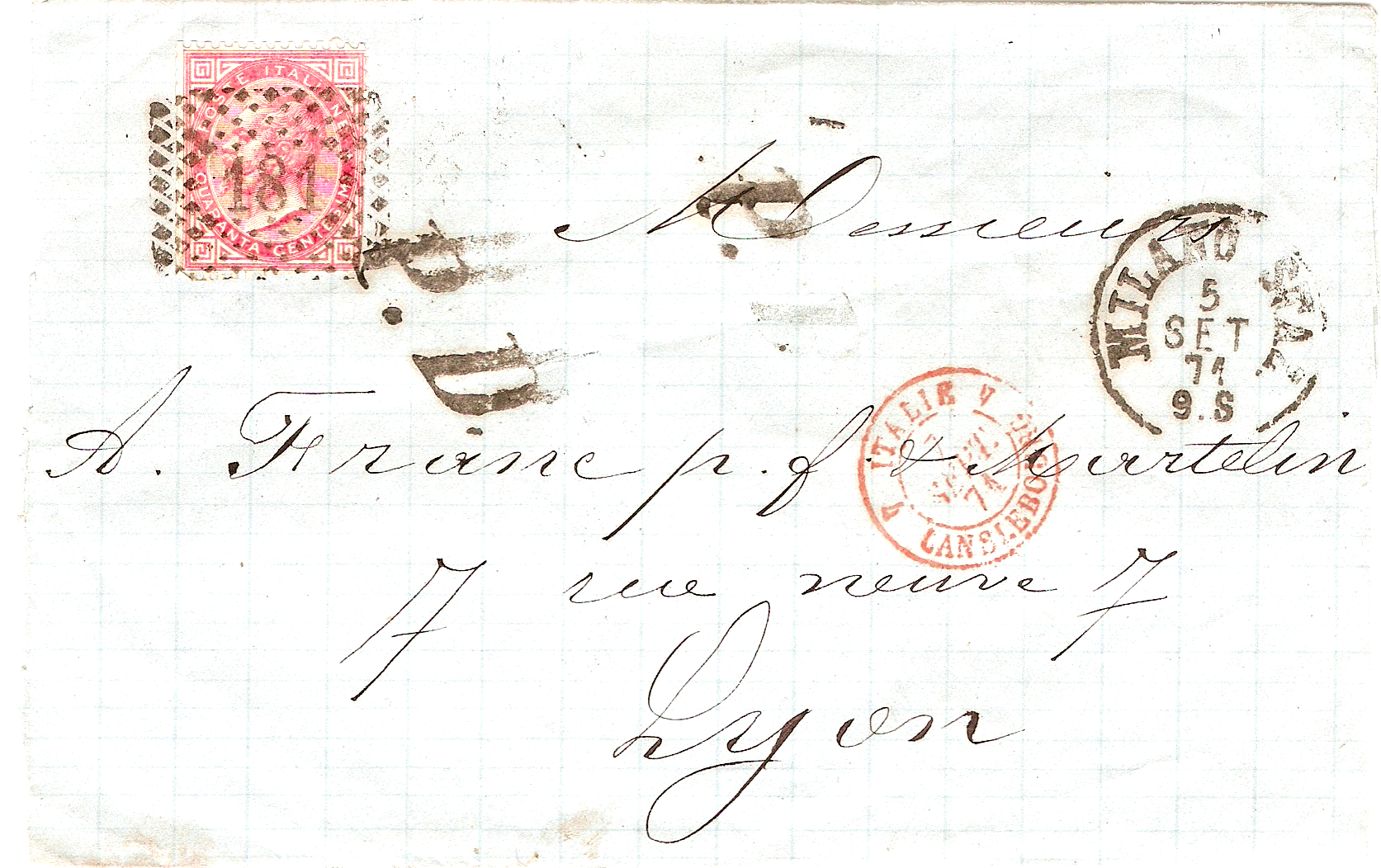
Lettre de Milan vers Lyon avec marque d'entrée en France à Lanslebourg

## Les passages vers l'Italie
Le col du Mont-Cenis a été un point de passage très fréquenté entre la France et l'Italie, et notamment pour les courriers. On trouve donc des Marques d'entrée en France par des bureaux savoyards (comme celui de Lanslebourg sur la lettre de 1874 donnée en exemple).

## La Savoie sur les timbres de France
- 11 mai 1949 — Blason de la Savoie (1 F., petit format)
- 25 mars 1960 — Rattachement du duché de Savoie à la France (0.30 F.)

## Le département de la Savoie
Le département de la Savoie a été créé en 1860, à la suite du traité de Turin

### Oblitérations losanges avec chiffres

#### Particularités liées à l'annexion
L'annexion de la Savoie en 1860 a été tardive par rapport à la mise en place des cachets oblitérants à petits chiffres. Les numéros de cachet « petits chiffres » ne suivent donc pas l'ordre alphabétique initialement prévu. Cette particularité a été supprimée lors du passage aux « gros chiffres » en  1862.
En voici quelques exemples :
| Ville ou commune | Petits chiffres | Gros chiffres |
| ---------------- | --------------- | ------------- |
| Aiguebelle       | 4194            | 20            |
| Aime             | 4195            | 31            |
| Aix-les-Bains    | 4196            | 42            |
| Albens           | 4197            | 51            |
| Albertville      | 4198            | 53            |

#### Les oblitérations losange petits chiffres
La colonne commune identifie la commune auquel appartient le bureau avec son appellation actuelle. La colonne bureau donne la marque qui apparaissait sur le cachet à date dans les cas de changement de nom ou d'orthographe. La colonne « c. à d. » donne les types de cachets à date utilisés.
| N° Bureau | Commune (actuelle) | Bureau (marque) | Date ouverture | c. à d. | Cotations | Remarques                                      |
| --------- | ------------------ | --------------- | -------------- | ------- | --------- | ---------------------------------------------- |
| 1160      | Les Échelles       |                 | 1840           | 15      | D         | Cette commune appartenait à l'Isère avant 1860 |
| 4194      | Aiguebelle         |                 | 1860           | 15      | D         |                                                |
| 4195      | Aime               |                 | 1860           | 15      | D         |                                                |
| 4196      | Aix-les-Bains      |                 | 1860           | 15      | B         |                                                |
| 4197      | Albens             |                 | 1860           | 15      | D         |                                                |
| 4198      | Albertville        |                 | 1860           | 15      | B         |                                                |

### Le département de la Savoie sur les timbres de France
- 19 juillet 1965 — Aix-les-Bains (voilier sur le lac) — 0,60 F.

## Le département de la Haute-Savoie
Le département de la Haute-Savoie a été créé en 1860, à la suite du traité de Turin.

### Oblitérations losanges avec chiffres
Concernant l'attribution des cachets « petits chiffres », la situation est identique à celle du département de la Savoie.
| Ville ou commune | Petits chiffres | Gros chiffres |
| ---------------- | --------------- | ------------- |
| Abondance        | 4252            | 4             |
| Alby-sur-Chéran  | 4253            | 56            |
| Annecy           | 4199            | 110           |
| Annemasse        | 4200            | 111           |

### Le département de la Haute-Savoie sur les timbres de France
- 21 octobre 1957 — Évian-les-Bains (65 F., Série sites et monuments)
- 10 février 1959 — Évian-les-Bains (85 F., Série sites et monuments)
- 19 juillet 1965 — Le Tunnel du Mont-Blanc (0,30 F.)